# We Are*
『We Are*』（ウィ アー）は、2006年7月27日（木曜日）に日本のコンピュータゲームブランド・KIDより発売されたPlayStation 2用ゲームソフト。タイトルロゴの下部には"We Are Asterisk."と書かれているが実際には記号*（アスタリスク）は発音しない。メディアワークス刊の月刊漫画雑誌「月刊電撃コミックガオ!」にて漫画版『We Are -Cruel Angel's-』を連載。
ESP（超能力）を持った人間たちが誕生し始めた近未来世界における、戦時下の東京を舞台としたSF系恋愛アドベンチャーゲーム。戦争の悲惨さや反戦メッセージではなく、戦時下に生きる人々の日常を描いた作品である。この独特の環境は魅力的ではあるが、超能力の設定は突き詰めて語られておらず、あまり有効に活用されていない。

## 世界観
作品の舞台となるのは西暦2026年の日本。この世界では2009年に火星が小惑星との衝突で公転軌道が内側にずれ、昼でも地球から見えるようになったときからESPと呼ばれる超能力が人々に備わり始め、ESP能力を用いて操作する「ESP兵器」が実用化されている。2010年に極東に建国された新興国家・マニト共和国は世界最先端のESP兵器の技術を以ってアメリカ合衆国とその同盟国たる日本と敵対。2011年に東京はマニトの攻撃を受け、その5年後の2016年に日本政府は首都を東京から群馬県前橋市に移した。

## あらすじ
幼いころ事故で両親と妹を亡くし、叔母が大家を務めるアパートで暮らしていた少年・優弥は高校の一学期の終業式当日、投身自殺を図ろうとしたクラスメイトの少女・天を助ける。ESP能力を持つ彼女はESP兵器のテスト生として夏休みの終わりに日米統合軍に徴兵されることが決まっており、そのことを嫌って自ら命を絶とうとしていたのだった。自分と同様、物心つく前に両親と死別していた天を優弥は自室へと連れ帰り、彼女と共に高校最後の夏休みを過ごすことになる。

## 登場人物

### メインキャラクター
綾瀬 優弥（あやせ ゆうや）
声 - 立花慎之介（CDドラマ版）
眼鏡をかけた高校3年生の主人公。当時8歳だった2016年に米軍機墜落事故で両親と妹の唯を亡くす。あまり社交的な性格ではなく友達は少ない。成り行きでESP能力を持つ少女・天と暮らし始めるが、後に自分自身にもESPがあることに気づく。好きな食べ物はチャーハン。
朝霞 天（あさか てん）
声 - 高橋美佳子
優弥と同居することになったクラスメイトの少女。17歳の高校3年生。8月8日生まれ。2011年のマニト共和国による核ミサイル攻撃で両親を失う。性格は素直ではなく、意地っ張りで嫉妬深い。スタイルを気にしており、自分よりスタイルのいい人が好きではない。未来を予知するESP能力を持つ。
神明 菊菜（しんみょう きくな）
声 - 水橋かおり
優弥の幼馴染で妹分。16歳の高校2年生。12月3日生まれ。優弥の事故死した妹・唯の親友だった少女。その事故の際に左足を負傷したためうまく歩くことができないので杖を使っているが、性格は明るく優弥をよく慕っている。だがそれは唯の真似をしているだけである。
熊野 柚香（くまの ゆずか）
声 - 香坂夏希
歌と動植物を愛する心優しい少女。優弥と天のクラスメイト。10月14日生まれの17歳。天とは同じ戦災孤児であるため、天よりスタイルが良いのにもかかわらず彼女から好かれている。
笛吹 詩忍（ふえふき しのぶ）
声 - 生天目仁美
夏休みを利用して大阪からプチ家出をしてきた高校2年生の少女。4月26日生まれの17歳。ノリのよい性格で東京湾で魚を釣って食べ、路上や公園で寝泊りをしているアウトドア派。優弥の家に一晩だけ泊まることになるが…。
稲敷 楓（いなしき かえで）
声 - 清水愛
優弥の叔母兼大家である稲敷雪枝の一人娘で優弥のいとこにあたる少女。15歳の中学3年生。5月19日生まれ。素直で子供っぽい性格で日焼けを気にせず、父親からもらった「王様」という名のウサギの人形を大事にしている。
藤岡 夏蓮（ふじおか かれん）
声 - 折笠愛
海上自衛隊で情報経理技師を務める女性。9月4日生まれの21歳。マニト共和国に関する軍の機密事項を扱っている割に口が軽いという困ったお姉さん。電動バイクで首都高を駆けるのが趣味というスピード狂。

### サブキャラクター
宿毛 ゆかり（すくも ゆかり）
声 - 廣田詩夢
楓のクラスメイト。活発な性格でスポーツが得意だが物覚えがよくない。
五十嵐 真美子（いがらし まみこ）
声 - 榎本有里
楓のクラスメイト。おとなしい性格で礼儀正しいが運動は苦手。
大濠 朱実（おおほり あけみ）
声 - 本井えみ
夏蓮の同僚である海上自衛隊員の女性。ロック音楽を愛する。真面目でキツい性格だが頼りになる。
神明 めぐ（しんみょう めぐ）
声 - 加藤雅美
菊菜の母親。優弥の家族の事故に巻き込まれて娘が足を悪くしたため、優弥のことを快く思っていない。
国見 誠一（くにみ せいいち）
髪の長いハンサムな少年。高校一年生。女の子からとても人気がある。

### 漫画版オリジナルキャラクター
アミエル・フィンチ
春から優弥のクラスに転入してきた、プラチナブロンドのアメリカ人少女。彼に自分の事を「アミィ」と呼ばせている。
実は日米合同軍特殊部隊（エクスターミネーター）所属のESP能力者であり、水分子を操る力でマニトの工作員を何人も仕留めている。また、軍大佐の娘でもあるが、「お義父さん（ダディ）」と呼んでいることから血縁はない模様。
自己の強力なESPに心身を蝕まれ続けた果てに、誰彼かまわず攻撃する暴走状態に陥ってしまうが、優弥の「空間遮断能力」によってアンゲロスを切り離され、一命を取り留めた。その後は彼に黙って帰国し、車椅子に乗りながら静養することになった。
黒髪の少女
マニト工作員の発火能力者（ファイヤースターター）。名前は偽名やコードネームも含めて一切出てこない。彼女のアンゲロスは「察知されにくい特殊タイプ」で、黒い羽根を持つ（最終話では白く描かれている）。
アミエルを狙って日本に入国したが、夏蓮の銃撃で通信機を破壊されて同志と連絡が取れなくなり、記憶喪失を装って優弥のもとに転がり込んだ。彼を利用する形で潜入した学校で暴走したアミエルと遭遇し戦闘になるが、優弥が介入したために中断。その一件で優弥もアミエルもESP能力を喪失したために任務終了となり、マニトに帰投した。結局劇中では誰も殺していない。
無口で表情も乏しいが、親切にしてくれた優弥にはいくらか好意を抱いていたようだ。また、回想シーンに登場した上官たちからはずいぶんと可愛がられている様子がうかがえる。

## 単語集
- アンゲロス：火星の地球接近に伴い突如現れた地球外生命体。人に寄生することができ、寄生された者達はESP能力者となる。
- ESP能力者：アンゲロスに寄生され特殊能力を持つようになった者たちのことを言う。主に成人以下の人物に寄生する傾向がある。
- ESP：いわゆる超能力。朝霞天は予知能力、綾瀬優弥は空中歩行、また別の人物はテレポート、など人によって違う。
- ESP兵器：ESP能力によって兵器としての力を増大することができる兵器。
- マニト共和国：アメリカ及び日本に対し侵攻を繰り返す小さな国家。主にESP兵器を使用してくる。日・米がESP兵器の開発で劣っているため戦争が長期化している。
- 東京府：マニトが日本の東京都に小型の核ミサイルを撃ち込んだため首都としての機能が一時的に停止してしまったため、首都が群馬県に移された後、命名された府。

## 制作スタッフ
- キャラクターデザイン・原画 : よしのけい
- シナリオ : 秋タカシ(WinBell)
- 背景 : さとう時子
- プログラム : 門松民哉
- プロデュース : しまぞう
- オープニングテーマ:夢見る都市
作曲、編曲 : 成富聡一、作詞 : 五月風子 / 歌 : 香坂夏希
- エンディングテーマ:君といる夏
作曲、編曲 : 成富聡一 / 作詞、歌 : 香坂夏希

## 関連作品

### コミカライズ
『電撃コミックガオ!』2006年7月号 - 2007年3月号連載。オリジナルキャラクターのアミエルをヒロインに据えた物語が展開する。新章が始まる予定だったが実現していない。
- We Are -Cruel Angel's-（メディアワークス / シナリオ : 秋タカシ、作画 : 宇佐美渉） ISBN 978-4-8402-3745-1

### CD
We Are* Piece of Peaceのタイトルで5pb.よりリリースされたキャラクターソングとドラマを収録したシリーズ。連結ジャケット使用で、全部集めて並べると1つの絵が完成する。
1. 朝霞 天（VGCD-0043）※ 初回限定特典として、シリーズ全6枚収納可能なコレクションBOXが付属。
2. 稲敷 楓（VGCD-0044）
3. 神明菊菜（VGCD-0045）
4. 笛吹詩忍（VGCD-0046）
5. 藤岡夏蓮（VGCD-0047）
6. 熊野柚香（VGCD-0048）

### デスクトップアクセサリー
We Are* Sunflower Field (kid0110)
We Are*初のWindows用デスクトップアクセサリー。
ミニゲーム等は無くおもに壁紙や設定資料、キャラクター時計など。
コミックマーケット71でテレカ付きで販売された。